# Alifonso V của Aragón
Alifonso V của Aragón, hay Alifonso Hào hiệp (tiếng Catalan: Alfons el Magnànim) (1396 – 27 tháng 6 năm 1458) là Vua của Aragon và Vua của Sicilia (với tên gọi Alfonso V), người cai trị Vương quyền Aragon từ năm 1416 và Vua của Napoli (với tên gọi Alfonso I) từ năm 1442 cho đến khi qua đời. Ông đã tham gia vào cuộc chiến tranh tranh giành ngai vàng Vương quốc Napoli với Louis III của Anjou, Joanna II của Napoli và những người ủng hộ họ, cuối cùng thất bại và mất Napoli vào năm 1424. Ông chiếm lại vương quốc này vào năm 1442 và lên ngôi vua của Napoli. Ông cũng hoạch định các mối quan hệ ngoại giao với Đế quốc Ethiopia và là một nhân vật chính trị nổi bật của thời kỳ đầu Phục hưng.